# Francesc Bellvé
|  | No s'ha de confondre amb Francesc Bellver i Llop. |

Francesc Bellvé   (Reus, segle XVIII - segle XVIII) va ser un escultor, ebenista i tallista reusenc, pare de Mateu Bellvé i Bonifaç i avi de Mateu Bellvé i Bartolí, també ebenistes.

## Biografia
Realitzà nombrosos retaules barrocs per a esglésies del Camp de Tarragona. Es va casar amb Francesca, germana de l'escultor Lluís Bonifaç i Massó, amb qui va col·laborar durant els anys 1774 a 1779 en la construcció del cadirat del cor de la Seu Nova de Lleida, considerat una obra mestra de l'escultura barroca a Catalunya.